# Périgueux

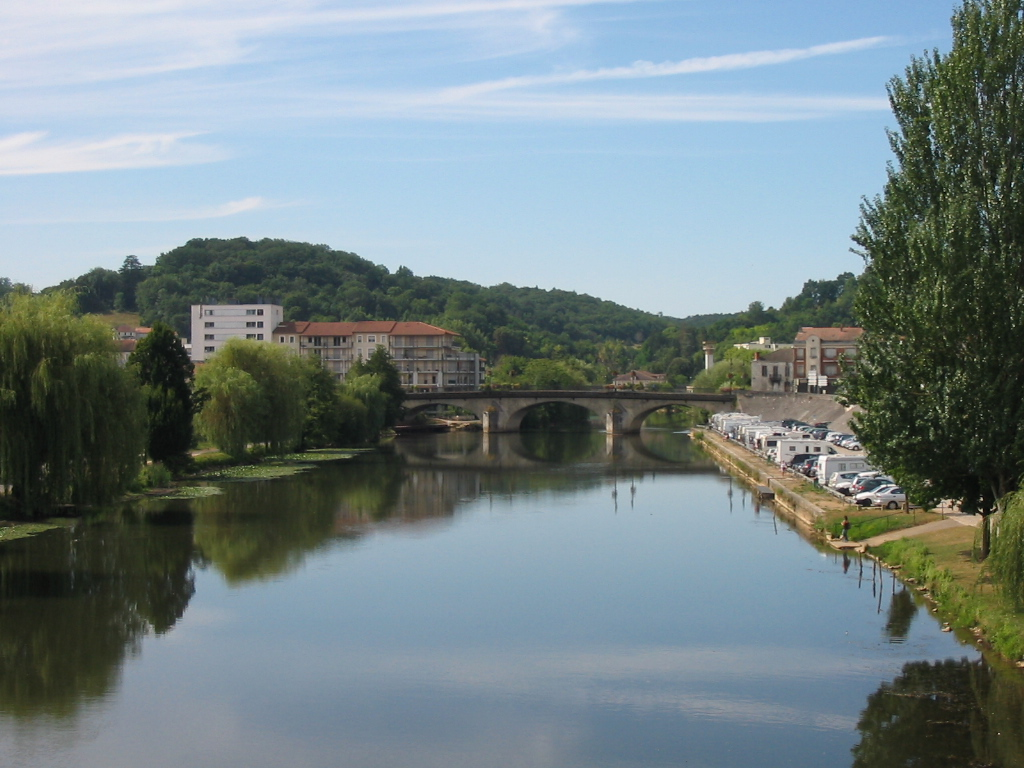
Isles floddal vid Périgueux.

Périgueux (occitanska: Peiregús) är en kommun i regionen Nouvelle-Aquitaine. Périgueux är största stad och huvudort (prefektur) i departementet Dordogne. År 2022 hade Périgueux 29 876 invånare. Périgueux är även ett arrondissement som består av 18 kantoner. Genom staden flyter floden Isle.

## Historia

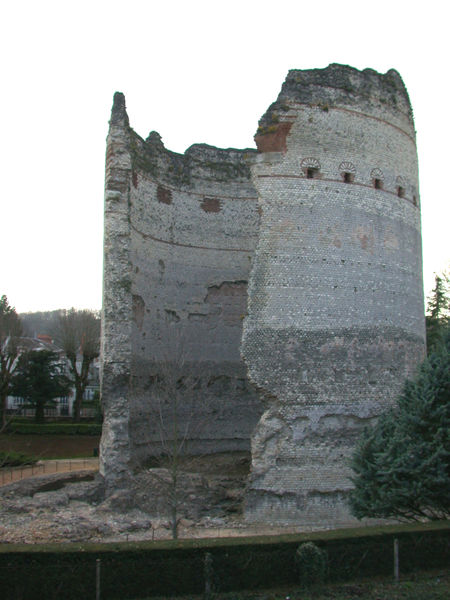
Vesunna-tornet

Périgueux historia börjar med grundandet av den gallisk-romerska staden Vesunna. Från denna tid är missionären, helgonet och biskopen Fronto (Front de Périgueux) som kristnade Périgord på 100-talet. Staden var omgiven av en stadsmur och där fanns bland annat en amfiteater. De flesta av Vesunnas byggnader revs på 200-talet men enstaka rester finns kvar.
Omkring år 900 byggdes en kyrka på en höjd utanför Vesunna vid floden Isle till den helige Frontos ära. Runt kyrkan uppstod en bosättning, Puy-Saint-Front, som växte i betydelse, inte minst eftersom denna bosättning låg längs pilgrimsvägen, Jakobsleden, till aposteln Jakobs grav i Santiago de Compostela.
På 1100-talet började den stora Saint Front-katedralen att byggas i Puy-Saint-Front. Vid samma tid fick staden en stadsmur med 28 torn. År 1240 slogs Vesunna och Puy-Saint-Front samman till Périgueux som samtidigt blev huvudstad i grevskapet Périgord. Det antika Vesunna blev en stadsdel som kom att kallas La Cité och det medeltida Puy-Saint-Front kom även att kallas Le Bourg. Detta blev en blomstringstid för staden, inte minst genom båttrafiken på Isle och handeln med Bordeaux. Under hundraårskriget blev Périgueux militärt viktigt, inte minst eftersom gränsen mellan engelskt och franskt territorium gick 50 kilometer söder om stad, vid floden Dordogne. På 1400-talet fick staden nya stadsmurar.
En andra blomstringsperiod inföll i samband med att handeln över Atlanten utvecklades efter upptäckten av Amerika 1492. Bordeaux hade åter blivit franskt  och fick en särställning i handeln med bland annat slavar mellan Europa, Afrika och Amerika. Périgueux fick präktiga hus i renässansstil, som fortfarande präglar stadens äldre delar. Därefter vidtog en period av stagnation och nedgång. Religionskrigen ledde till att många lämnade Périgord och under Ludvig XIV:s regeringstid förlorade den regionala adeln sin politiska betydelse, vilket bidrog till regionens minskande ekonomiska och militära betydelse.
I slutet på 1700-talet inrättades departementet Dordogne. En ekonomisk uppgång inträffade under 1800-talets andra hälft då Périgueux anslöts till järnvägsnätet. Vid denna tid revs stadsmurarna och ersattes av en boulevard mellan den gamla stadskärnan och de stadsdelar som byggdes vid järnvägsstationen. Den romanska Saint Front-katedralen genomgick en mycket omfattande restaurering. Arkitekten Paul Abadie anlade bland annat kupoler på katedralen för att betona byggnadens bysantinska karaktär. Senare blev Saint Front-katedralen inspiration för bygget av kyrkan Sacré-Cœur i Paris. Vid sekelskiftet 1900 drabbades regionen av vinlusen och en kris för jordbruksproduktionen i Périgord.
Under 1900-talet minskade befolkningen. På 1970-talet blev Périgueux stadskärna kulturminnesmärkt och en omfattande sanering påbörjades. I dag är Périgueux en av Frankrikes bäst bevarade städer och Saint Front-katedralen en del av Unescos världsarv, Jakobsleden. Under senare år har turismen i Périgueux och Périgord utvecklats.

## Byggnader
I Périgueux finns bland annat den romanska kyrkan Saint-Front uppförd efter 1120, och anses vara pärlan bland de akvitanska kupolkyrkorna. Den väldiga anläggningen, vilken reser sig vid floden Isle med en livlig, verkningsfull silhuett, är centraliserad med korsarmar (grekiskt kors) samt till alla dela täckt av kupoler. Förebilderna återfinns i Bysans, möjligen med San Marco i Venedig och kyrkorna på Cypern som mellanled.
Även den tidigare domkyrkan, Saint-Étienne, är kupoltäckt.
Staden har flera bevarade profanbyggnader från medeltid och renässans. I stadsdelen La cité finns flera rester av byggnadsminnen från romartiden, som Tour de Vésone, cellan till ett åt gudinnan Vesunna helgat tempel, samt ruinerna av en amfiteater från 200-talet.

## Befolkningsutveckling
Antalet invånare i kommunen Périgueux
Referens:INSEE

## Galleri

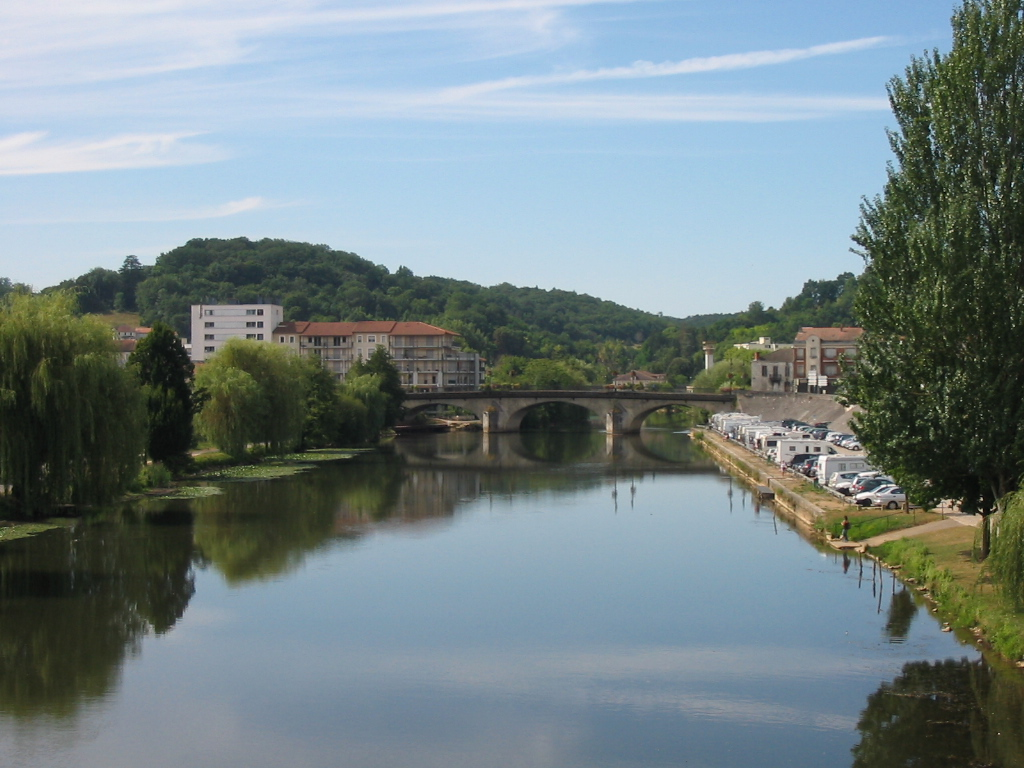
Isles floddal vid Périgueux.
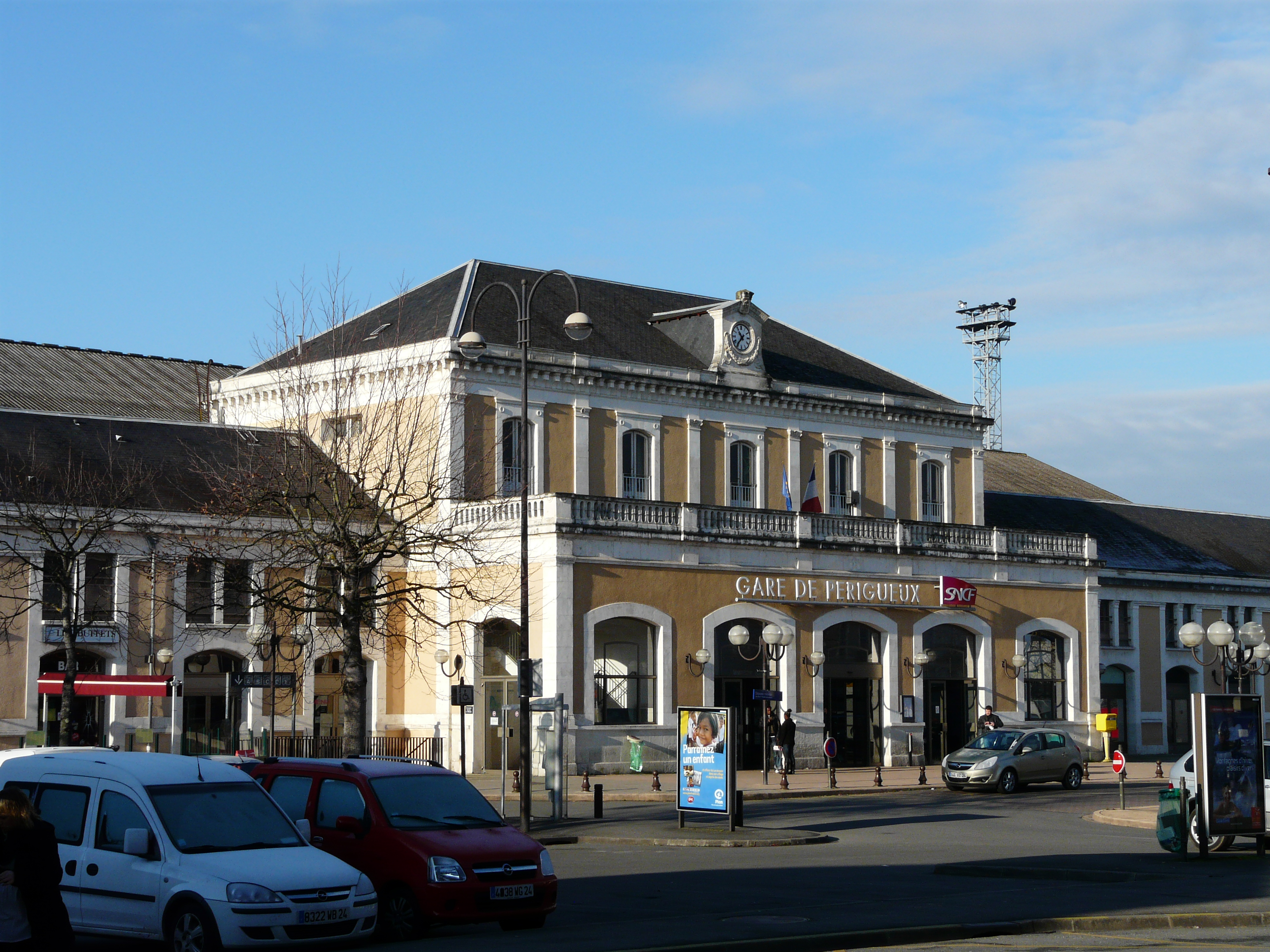
Järnvägsstationen i Périgueux.
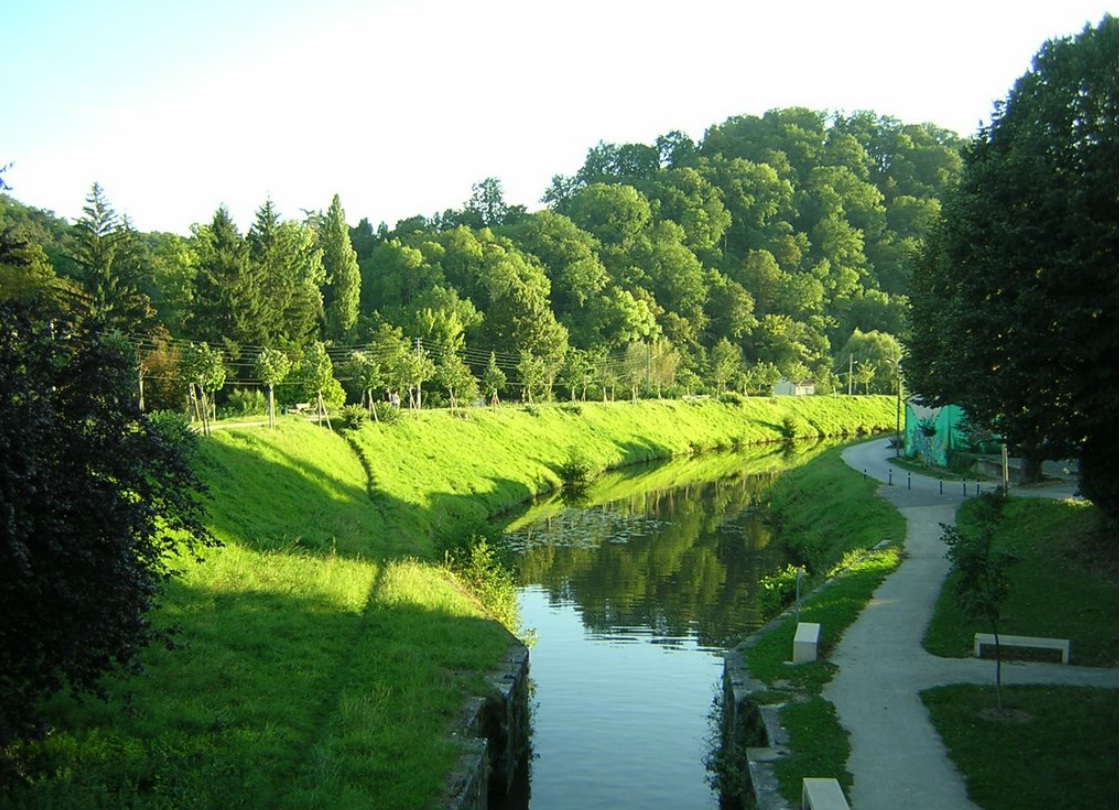
Kanalen i Périgueux.
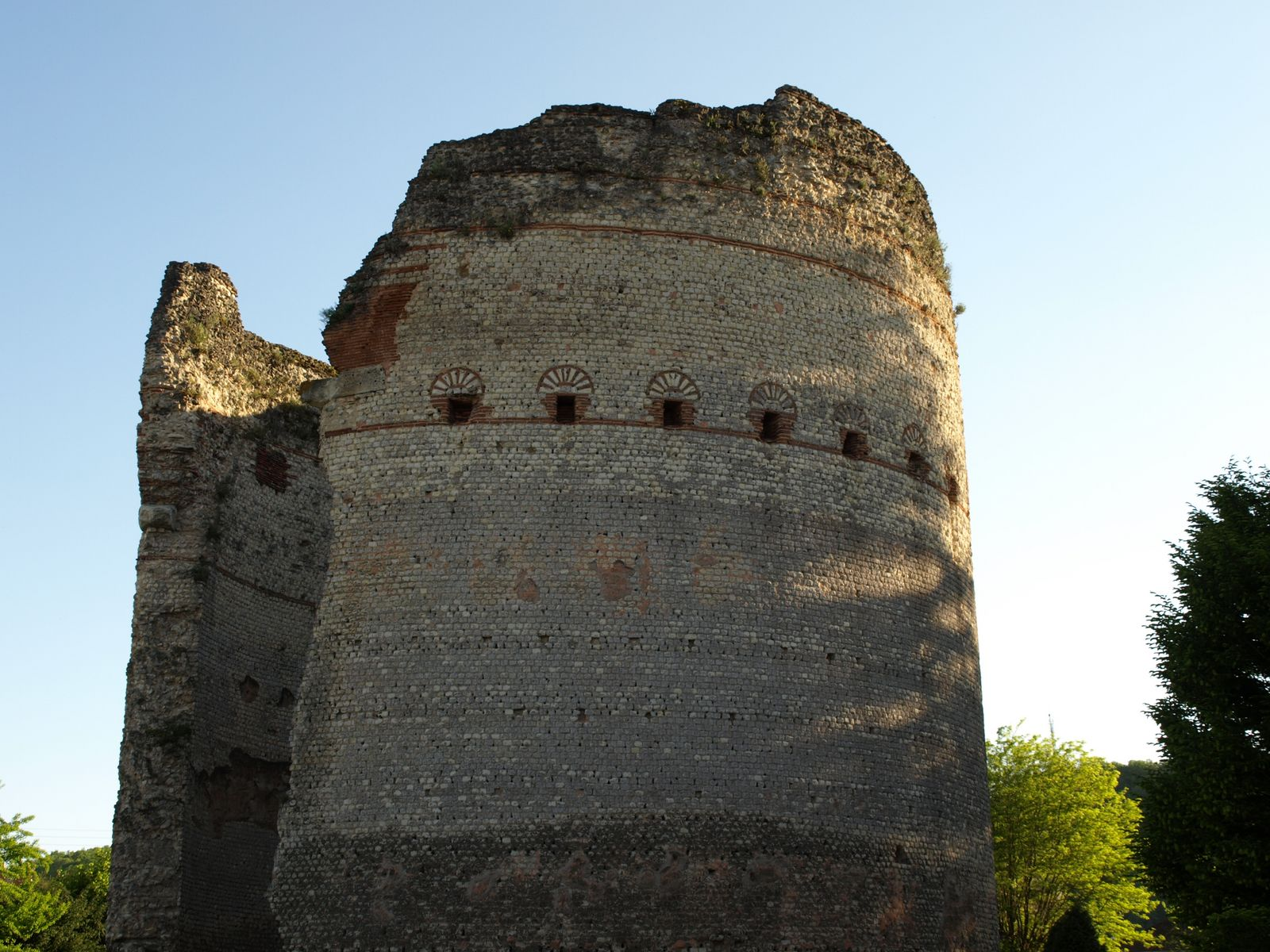
Vesunnas tempel.
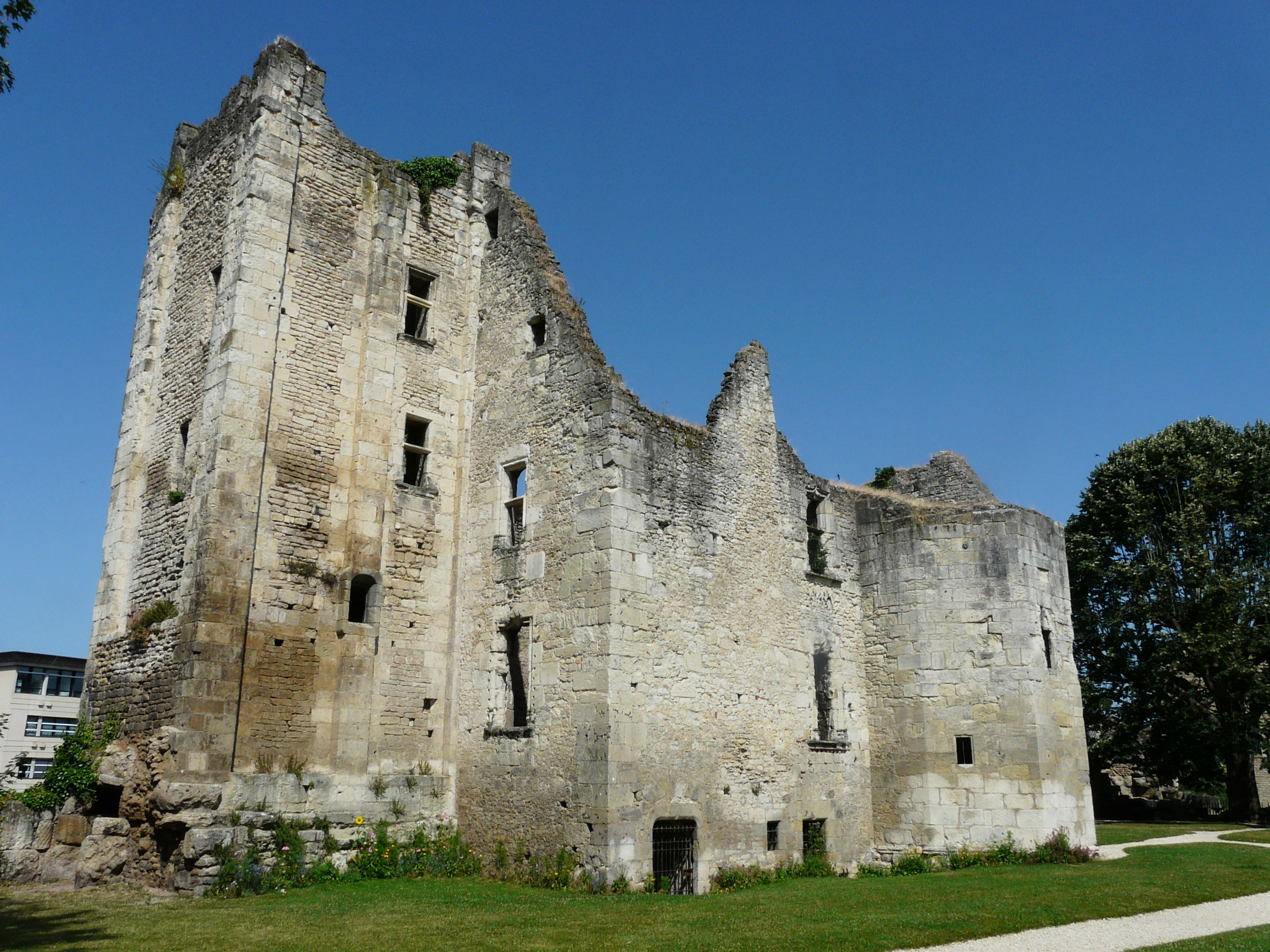
Slottet Barrière.
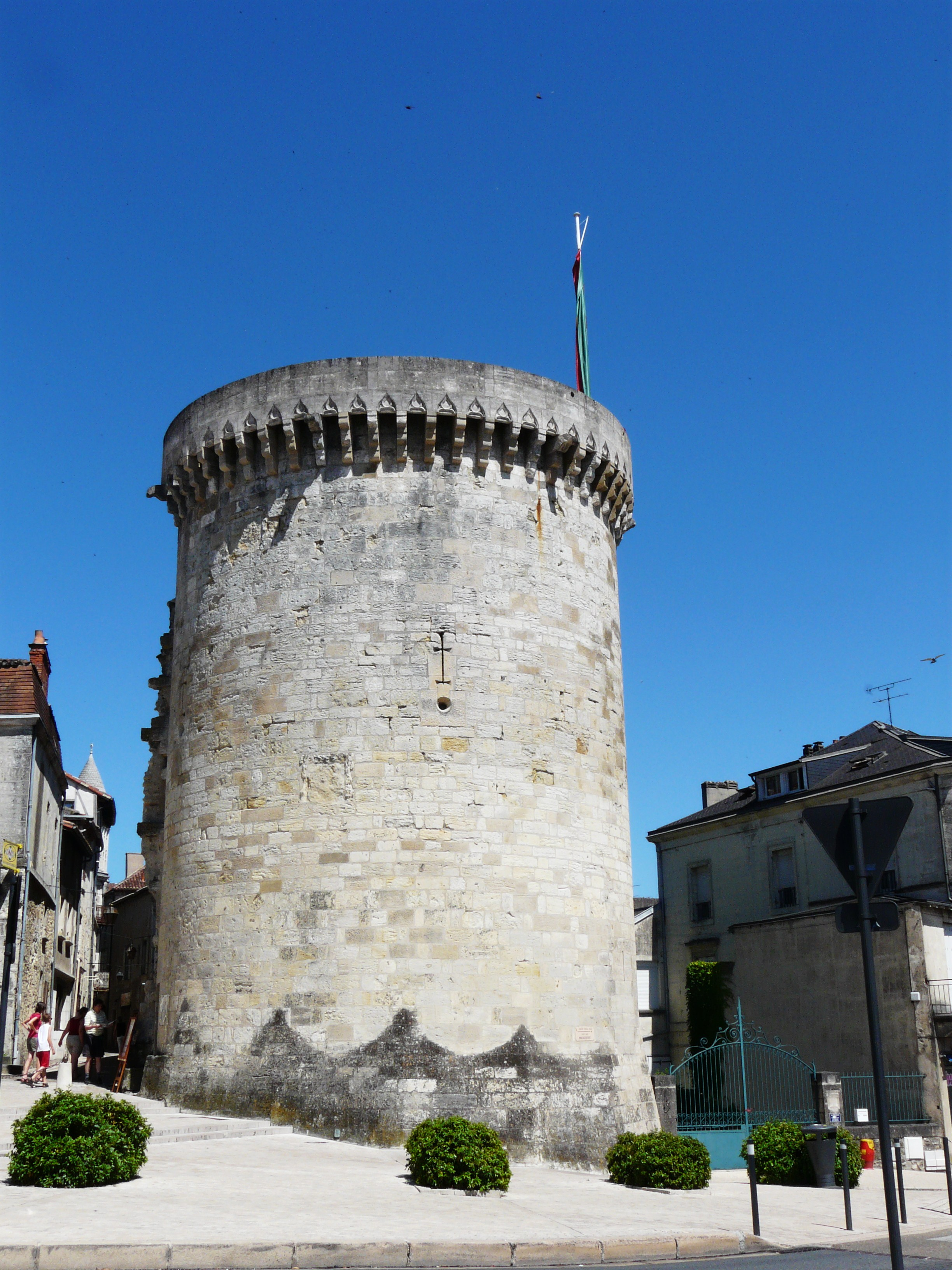
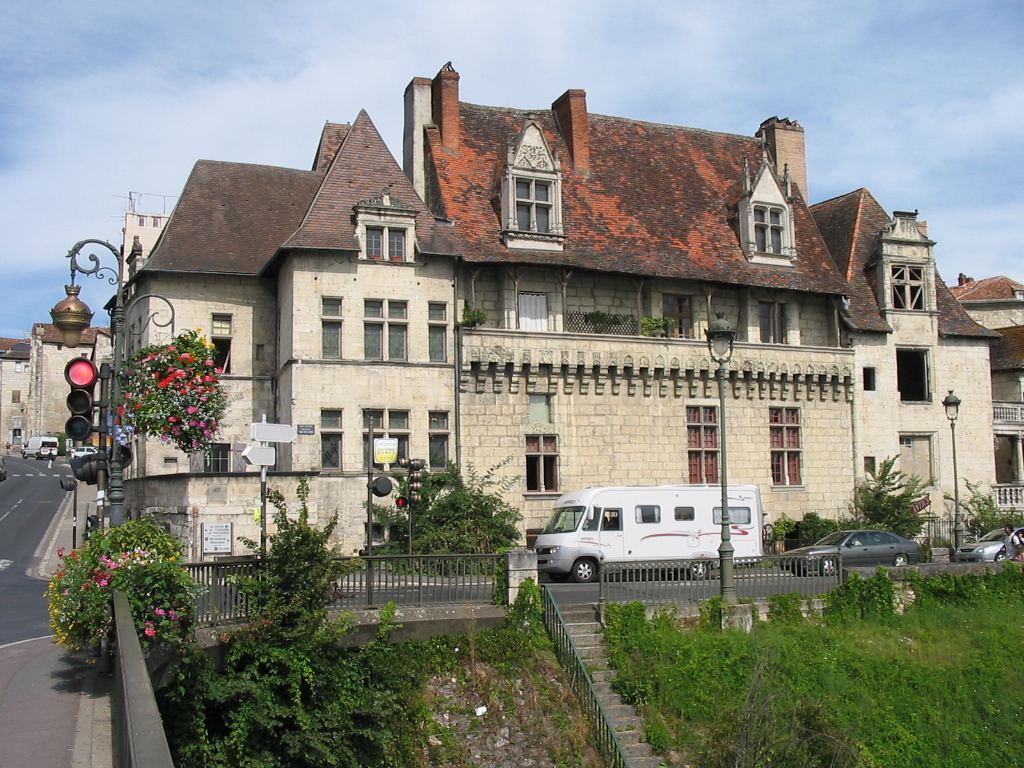
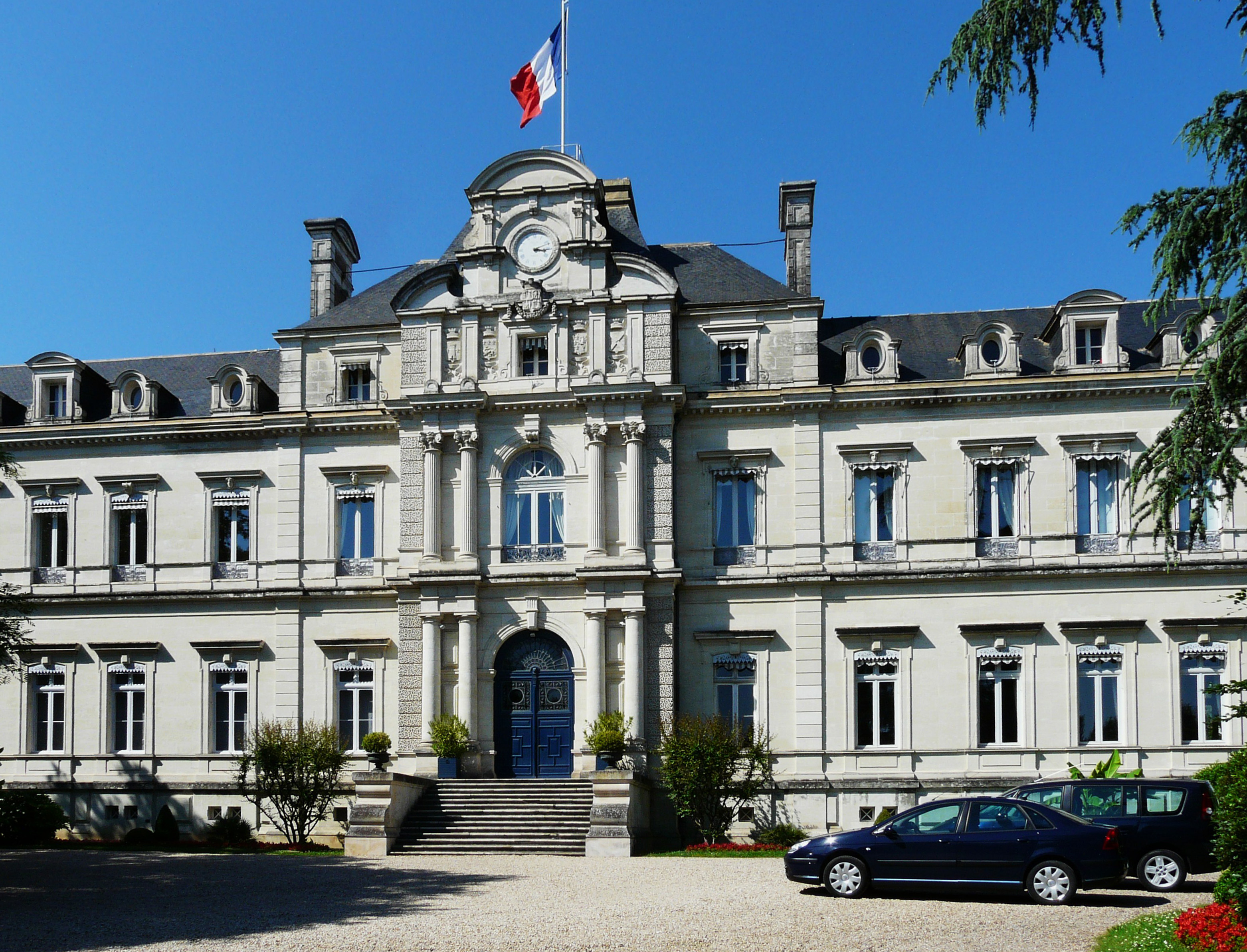
Residensbyggnad för préfecturen